# Diana Baumrind

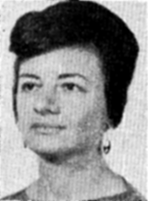
Diana Baumrind (1965)

Diana Baumrind (* 23. August 1927 in New York City; † 13. September 2018) war eine US-amerikanische Entwicklungspsychologin. Sie gilt als einer der führenden Forscher auf dem Gebiet der Kindererziehung.

## Leben
Diana Baumrind studierte Psychologie und Philosophie am Hunter College in New York City und schloss 1948 mit dem Bachelor ab. Sie erhielt 1951 den Master und 1955 den Ph. D. in Psychologie (Clinical-Social-Developmental) an der University of California, Berkeley. Von 1955 bis 1958 arbeitete sie als Post-Doktorandin am Cowell Hospital/Kaiser Permanente. Seit 1960 leitete sie als klinische Psychologin und Entwicklungspsychologin am Institut für Human Development der Universität von Kalifornien das Family Socialization and Developmental Competence Forschungsprojekt. Sie wurde durch ihre Forschungstätigkeit über Erziehungsstile bekannt sowie wegen ihrer Kritik über die Irreführung bei psychologischen Experimenten und speziell beim Milgram-Experiment. Baumrind war Mutter von drei Töchtern.

## Werk
Die Hauptforschungsgebiete von Baumrind waren die Sozialisation der Familie (family socialization), die Entwicklung pro-sozialer Kompetenz (developmental competence), Gesundheit und Drogenmissbrauch bei Heranwachsenden und Fragen der Ethik. Sie untersuchte in Langzeitstudien die Erziehungsstile von Elternpaaren mit Kleinkindern und fand zwei Arten von Reaktionen der Eltern auf das Verhalten ihrer Kinder: eine fordernde (parental demandingness) und  eine reagierende (parental responsiveness). Diese teilte sie in drei Erziehungsstile auf: den autoritativen, den autoritären und den permissiven. Ihre Untersuchungen zeigten, dass der autoritative (führende) Stil die  Kompetenz der Kinder mit anderen Menschen verbunden zu sein (communion) und das Bedürfnis nach Selbständigkeit und Selbstentfaltung (agency) am stärksten förderte. Die Grundlage für den Aufbau dieser Kompetenz ist für Baumrind eine sichere Bindung des Kindes. Als wichtige Aufgabe der Erwachsenen sah sie die Vermittlung von Werten:

„Es (wäre) die Aufgabe der erwachsenen Orientierungspersonen einschließlich der Eltern, die jungen Leute in den gemeinsamen Traditionen ihrer Gesellschaft und in den demokratischen und persönlichen Tugenden zu erziehen, anstatt diese Traditionen in einem wertneutralen Kontext zu präsentieren. Es ist Aufgabe einer jeden Generation, die von der letzten Generation überlieferten Traditionen neu zu bewerten. Unreflektiertes Übernehmen von Werten produziert zu früh abgeschlossene Identitätsentwicklungen (foreclosed identities). Unreflektiertes Ablehnen dieser Traditionen liefert andererseits Heranwachsende der Entfremdung aus. Heranwachsende sind am besten in der Lage, diese Traditionen zu reflektieren, wenn Erwachsene ihre Werte klar darlegen und die Jugendlichen ermutigen, sie zu untersuchen und gegebenenfalls zu kritisieren. (Baumrind, 1987)“

Eleanor Maccoby und John Martin kamen 1983 zu dem Schluss, dass im Erziehungsmodell von Baumrind noch ein 4. Erziehungsstil fehle, und zwar der der vernachlässigenden Eltern, die weder fordernd noch reagierend sind.
Ruth K. Chao forderte seit den 1990er Jahren eine Revision von Baumrinds Klassifikationssystem (autoritär – autoritativ – permissiv), das sie für ethnozentrisch hielt und das nach ihrer Einschätzung höchstens geeignet ist, moderne westliche Erziehungsstile zu beschreiben, nicht aber
z. B. den chinesischen Erziehungsstil.

## Auszeichnungen
- 1988 Granville Stanley Hall Award, American Psychological Association, Division 7.
- 1984–1988 Research Scientist Award, National Institute of Mental Health

## Veröffentlichungen (Auswahl)
Bücher:
- Early socialization and the discipline controversy (University programs modular studies) General Learning Press 1975, ISBN 978-0-382-25069-9
- Child Maltreatment and Optimal Caregiving in Social Contexts (Garland Reference Library of Social Science) Garland Publishing Inc. Juli 1995, ISBN 978-0-8153-1918-4
- Current Patterns of Parental Authority. In: The American Psychological Association (Hrsg.): Developmental Psychology Monograph. Band 4, Nr. 1, 1971, S. 1–103, doi:10.1037/h0030372 (Baumrinds dritte wichtige Publikation über Erziehungsstile).

Aufsätze und Teile von Büchern:
- Some thoughts on ethics of research, after reading Milgram's "Behavioral study of obedience. American Psychologist, 19(6), 421–423. University of Illinois Press, 1964, ISSN 0002-9556
- Effects of authoritative parental control on child behavior. In: Child Development. Band 37, Nr. 4, 1966, S. 887–907, doi:10.2307/1126611, JSTOR:1126611 (Baumrinds erste Publikation über Erziehungsstile).
- Child care practices anteceding three patterns of preschool behavior. In: Genetic Psychology Monograph. Nr. 75, 1967, S. 43–88 (Baumrinds erste ausführliche und meistzitierte Publikation über Erziehungsstile). Online-Ausgabe. Abgerufen am 27. September 2023.
- mit Allen E. Black: Socialization practices associated with dimensions of competence in preschool boys and girls. In: Child Development. Band 38, Nr. 2, 1967, S. 291–327, doi:10.2307/1127295 (Über Erziehungsstile).
- Familial antecedents of adolescent drug use: A developmental perspective. In C.L. Jones, & R.J. Battjes (Eds.). Etiology of drug abuse: Implications for prevention. NIDA Research Monograph No. 56, pp. 13–44; DHHS Publication No. [ADM] 85–1335.  National Institute on Drug Abuse, Rockville, MD 1985
- A developmental perspective on adolescent risk-taking behavior in contemporary America. In W. Damon (Ed.), New directions for child development: Adolescent health and social behavior, 37, (pp. 93–126).  Jossey-Bass, San Francisco 1987
- Rearing competent children. In W. Damon (Ed.). Child development today and tomorrow (pp. 349–378). San Francisco: Jossey-Bass, 1989
- Effective parenting during the early adolescent transition. In P.E. Cowan and E.M Hetherington (Eds.). Advances in family research, Vol. 2 (pp. 111–163). Lawrence Erlbaum Associates, Hillsdale, NJ 1991
- The discipline controversy revisited, in: Family Relations, Band 45, Heft 4, 1996
- Reflections on character and competence. In A. Colby, J. James, & D. Hart (Eds.). Explorations in the development of competence and character through life (pp 1–28). University of Chicago Press, Chicago 1998.
- From ought to is: A neo-Marxist standpoint on the use and misuse of the culture construct. Human Development, 41, 145–165, 1998
- with R.A. Thompson. The ethics of parenting. In M. Bornstein (Ed.), Handbook of parenting: Vol. 5. Practical issues in parenting (2nd ed., pp. 2–24).  Lawrence Erlbaum, Mahway, NJ:2002
- Patterns of Parental Authority and Adolescent Autonomy. In J. Smetana (Ed.), New directions for child development: Changes in parental authority during adolescence (pp. 61–69). San Francisco: Jossey-Bass, 2005
- Taking a stand in a morally pluralistic society: Constructive obedience and responsible dissent in character education. In L. Nucci (Ed.), Conflict, contradiction, and contrarian elements in moral development and education (pp. 21–50). Lawrence Erlbaum, New Jersey 2005
- Authoritative parenting for character and competence. In D. Streight (Ed.) Parenting for Character: Five Experts, Five Practices (pp. 17–32). Oregon: CSEE, 2008